# Fire Emblem: Radiant Dawn
Fire Emblem: Radiant Dawn (ファイアーエムブレム　暁の女神, Faiā Emuburemu: Akatsuki no Megami) est un jeu vidéo de genre tactical RPG développé par Intelligent Systems et édité par Nintendo. Il s'agit du dixième opus de la série Fire Emblem et de la suite de Fire Emblem: Path of Radiance, sorti en 2005 sur Nintendo GameCube. Il est sorti sur Wii le 22 février 2007 au Japon, le 5 novembre 2007 en Amérique du Nord et le 14 mars 2008 en Europe. C'est le seul jeu de la série paru sur cette plate-forme.

## Trame
L'intrigue de Radiant Dawn se déroule trois ans après la fin de l'opus précédent. Elle est divisée en quatre parties, introduites chacune par un Prologue qui expose la situation et est suivi par un nombre variable de chapitres, pour enfin culminer en un Épilogue qui la clôt et amorce la transition avec la partie suivante.

### Synopsis

#### Partie 1: Chevelure d'Argent
Cette partie comprend, outre le Prologue et l'Épilogue, neuf chapitres suivant les tribulations d'un petit groupe de révoltés de Daein, la Brigade de l'Aube, qui tentent de libérer leur pays de l'oppression de Begnion. En effet, après la défaite de Daein dans la guerre initiée par Ashnard, le Roi Fou, le pays vainqueur, Crimea, confia au puissant empire de Begnion la souveraineté sur le pays vaincu. Mais l'armée à l'origine chargée d'assurer la reconstruction de Daein commet de nombreuses exactions dans le pays. C'est contre cette tyrannie que s'élève la Brigade de l'Aube, menée par Micaiah, une jeune voyante aux pouvoirs mystérieux, et Sothe, un orphelin des rues et escroc de talent. Traqués par les forces de Begnion, ils finissent par rencontrer Pelleas, le fils jusque-là caché du défunt roi Ashnard et par conséquent l'héritier légitime de Daein. Ce dernier rassemble des partisans afin de libérer son pays, et Micaiah lui offre son soutien. Le charisme de la jeune fille est tel qu'elle semble plus populaire encore que le prince Pelleas. Après un combat acharné au terme duquel l'armée commandée par Micaiah reconquiert Nevassa, la capitale de Daein, Pelleas est couronné roi et fait de Micaiah la générale en chef de son armée.

#### Partie 2: Rois et Nations
Cette partie totalise trois chapitres, ce qui en fait la plus courte du jeu, et se concentre sur les difficultés qu'a la jeune reine Elincia de Crimea à maintenir son autorité alors que la révolte gronde partout autour d'elle. Le couronnement de Pelleas et la décision d'Elincia de le reconnaître comme le souverain légitime inquiètent en effet certains nobles, qui redoutent qu'elle n'oublie les guerres passées et ne courbe le dos devant l'ancien ennemi juré de Crimea, ou pire, que Pelleas ne veuille suivre les sanglantes traces de son père et qu'Elincia ne soit pas de taille à l'empêcher de mettre le pays à feu et à sang. Très vite, la jeune reine apprend grâce à sa meilleure amie Lucia et deux paysans de la campagne criméenne, Brom et Nephenie, que les mouvements de révolte qui se propagent dans le pays ont été initiés par Ludveck, duc de Felirae, qui entend détrôner Elincia et prendre sa place. Alors qu'Elincia vainc le renégat au terme d'une grande bataille menée pour la défense de la petite forteresse d'Alpea, où elle s'est retranchée, les partisans de la révolte menacent d'exécuter Lucia. Celle-ci n'est sauvée in extremis que par l'intervention des Mercenaires de Greil, commanditée par le comte Bastian, un fidèle soutien de la couronne de Crimea.

#### Partie 3: Alliances croisées
Cette partie de treize chapitres est, par contraste avec celle qui précède, la plus longue du jeu. Elle suit en parallèle Ike, commandant des Mercenaires de Greil et Micaiah, à la tête de l'armée de Daein. Un chapitre fait également intervenir la Chevalerie Royale de Crimea. Cette fois-ci, le jeu change d'échelle : les conflits ne sont en effet plus internes à un pays, mais internationaux. À la suite de la montée des tensions entre Laguz et Beorc, Begnion et une Alliance Laguz rassemblant sous sa bannière Gallia, Kilvas et Phœnicis se déclarent la guerre. En raison de ses exploits bien connus et de son amitié avec les Laguz, Ike est sollicité par l'Alliance Laguz pour guerroyer à ses côtés, conseillé bien sûr par son ami Soren. Il doit composer avec le caractère enflammé des commandants de l'Alliance, Skrimir, neveu du roi de Gallia, et Tibarn, roi de Phœnicis, et avec la crainte sous-jacente que le chaos de la guerre ne provoque une catastrophe en réveillant le dieu maléfique scellé dans le Médaillon de Lehran, l'artefact mystérieux qu'Ashnard avait tenté d'obtenir lors de la précédente guerre. L'Alliance Laguz fait tout d'abord une percée fulgurante dans le territoire de Begnion, mais son élan est brisé d'un coup lorsque le redoutable général Zelgius, commandant en chef de l'Armée Principale de Begnion, vainc Skrimir lors d'un combat singulier. Alors que l'Alliance Laguz démoralisée entame sa retraite, le jeu change de perspective.
Pour une raison inconnue, le tout nouveau roi de Daein envoie Micaiah, maintenant générale en chef de son armée, affronter l'Alliance Laguz. Malgré les doutes de ses compagnons, Micaiah obéit et affaiblit encore l'Alliance. Pendant ce temps, dans l'optique d'anéantir définitivement les Laguz, le sénat de Begnion envoie le cruel et égocentrique sénateur Valtome pour négocier avec Elincia un droit de passage qui permettrait aux armées de Begnion d'envahir Gallia. Malgré l'alliance entre Crimea et Gallia, Elincia souhaite rester neutre et accepte à contrecœur de se plier à la requête de Valtome. Mais alors que l'Alliance Laguz et l'armée de Begnion sont sur le point de s'affronter sur son territoire, elle s'interpose entre les deux armées et demande que le combat se poursuive hors de ses frontières. Impressionné par le courage de la jeune reine, Zelgius ordonne aux soldats sous son commandement de ne pas se mêler de la bataille, ce qui permet aux Mercenaires de Greil de sauver Elincia, mais irrite au plus haut point Valtome qui réclame l'exécution de Zelgius. Celui-ci, résigné, n'est sauvé que par l'arrivée de l'apôtre Sanaki, impératrice de Begnion, et de sa garde. Begnion n'a en effet pas été exempt de troubles : afin de prendre le pouvoir, le sénat a fait emprisonner l'apôtre ainsi son premier ministre, le chancelier Sephiran. Pour reconquérir son trône, l'apôtre demande donc l'aide de l'Alliance Laguz et de Crimea, et nomme Ike commandant de cette grande armée (au grand déplaisir de ce dernier).
À Daein, la raison du comportement étrange de Pelleas est dévoilée : ayant signé avec le sénat de Begnion un Pacte de Sang, Pelleas est contraint d'obéir aux moindres requêtes des sénateurs, autrement il verra tous les citoyens de son pays décimés par la magie du Pacte. Pendant que le roi recherche désespérément un moyen de briser cette malédiction, Micaiah mène donc Daein à la bataille avec une volonté de fer, décidée à ne pas céder face aux forces agglomérées de l'apôtre, de Crimea et des Laguz et à les empêcher d'utiliser Daein comme point de passage vers Begnion. Pelleas découvre finalement qu'un Pacte de Sang perd ses effets à la mort du signataire ; dès lors, il n'a plus qu'un ordre pour Micaiah : que celle-ci le tue. Le choix est donné à Micaiah (et au joueur) d'obéir, de déléguer l'acte à quelqu'un d'autre, ou de refuser, ce dernier choix n'étant accessible que lorsque le jeu a déjà été terminé au moins une fois. Cependant, la mort de Pelleas ne change rien, car il faut aussi détruire le Pacte en lui-même, et celui signé par Pelleas est en la possession du sénateur Lekain.
Lors d'une confrontation éprouvante entre l'Alliance Laguz et l'armée de Daein, l'impensable se produit : le dieu maléfique scellé dans le Médaillon de Lehran est sur le point de se réveiller. Interrompant le cours de la bataille, Micaiah et Sanaki chantent ensemble le galdr de la Libération, qui a pour effet de mettre fin à l'emprisonnement du "dieu maléfique". Ce dernier se révèle être une déesse, Yune, qui prend possession du corps de Micaiah et parle par sa bouche pour expliquer sa vraie nature : loin d'être maléfique, c'est la déesse du chaos et de la liberté, alors que tout le continent vénère son pendant, Ashera, déesse de l'ordre et de la restriction. Tirées en même temps de leur long sommeil par le galdr, Yune et Ashera devaient juger ensemble les mortels ; mais Ashera prononce seule la sentence, pétrifiant tous les habitants de Tellius. Seuls ceux qui se trouvaient à proximité de Yune et les esprits puissants sont épargnés.

#### Partie 4: Les Dieux et les Humains
Cette dernière partie comprend un Prologue, cinq chapitres et un Épilogue lui-même divisé en cinq sections. Les factions rivales étant unies par les circonstances, Yune organise trois armées qui partent chacune de leur côté pour gagner la Tour Sacrée, située à Sienne, la capitale de Begnion. En effet, c'est là que sommeillait Ashera. Le voyage ne se fait cependant pas sans heurts : ayant échappé à la pétrification, Lekain a formé sa propre armée, les Disciples de l'Ordre, qu'il envoie arrêter les soldats de Yune. En faisant face à Sanaki, il lui révèle qu'elle n'est pas l'apôtre légitime : en effet, le rôle de l'apôtre est d'écouter et de transmettre la voix d'Ashera, que Sanaki n'a jamais entendue. En effet, seules les filles premières-nées de la lignée apostolique possèdent ce don, et Sanaki n'est que la puinée ; sa sœur aînée a été assassinée en même temps que la précédente apôtre et sa mort a toujours été cachée au peuple comme à Sanaki.
Dans leur ascension de la tour, les élus de Yune affrontent encore ceux d'Ashera ; au premier palier, ils tuent Lekain, permettant à Micaiah de rompre le Pacte de Sang liant Daein au sénat. Au palier suivant, Ike affronte seul son ennemi juré, le Chevalier Noir... alias l'honorable général Zelgius. C'est ensuite Deghinsea, roi des dragons, et Sephiran, l'un comme l'autre serviteurs d'Ashera depuis des siècles, qui sont tous les deux vaincus par l'armée de Yune. Alors que Deghinsea accepte fidèlement le jugement de sa déesse et veut écraser ceux qui s'y opposent, Sephiran a perdu sa foi en les hommes et veut les voir tous anéantis par Ashera. Arrive enfin la confrontation finale entre Ashera et les héros. Yune offre toutes ses forces à Ike pour que ce dernier puisse porter le coup de grâce à la déesse ; lorsqu'il y parvient, la déesse du chaos sauve les Laguz et les Beorcs pétrifiés avant de disparaître à son tour.
Le long épilogue qui suit raconte comment chacun reprend sa vie après cette terrible guerre. Micaiah devient reine de Daein ; si Pelleas est encore en vie, il révèle son absence de sang royal, abdique et reste aux côtés de Micaiah en tant que membre de sa cour. Tandis que la paix s'établit entre toutes les nations, Ike quitte à jamais le continent, soit seul, soit accompagné par Soren ou Ranulf s'il a établi un soutien avec l'un d'entre eux.

### Personnages
Fire Emblem: Radiant Dawn étant la suite de l’opus Fire Emblem: Path of Radiance sorti sur GameCube, de nombreux personnages issus de ce précédent volet font leur réapparition dans l’opus Wii.
De nouveaux personnages font bien sûr leur apparition. 73 personnages sont présents dans cette version, certains d'entre eux doivent être débloqués durant des discussions au camp ou en se déplaçant sur une case précise lors d'un chapitre. Pour le chapitre final, 10 personnages peuvent être sélectionnés, en plus de 7 personnages imposés, pour arriver à un total de 17.
Les deux premiers personnages annoncés étaient Sothe (déjà présent dans l’opus GameCube) et Micaiah qui semble être la personne recherchée par Sothe dans ce même opus GameCube. Ces personnages étaient montrés sur deux artworks dévoilés par Nintendo lors de l’E3 en mai 2006.
Tous les personnages de Fire Emblem: Path of Radiance sont présents dans ce jeu, à l'exception de Largo qui fait une brève apparition lors de conversations au camp mais n'est pas jouable à cause de sa classe inexistante.
Parmi les personnages les plus importants, l'on retrouve :
Micaiah (ミカヤ, Mikaya)
Micaiah est une manipulatrice de la magie du jour et aussi l'héroïne de la première partie du jeu, centrée sur la Brigade de l'Aube dont elle est la figure principale. C'est une Marquée, ce que remarquent vite les Laguz qu'elle croise. Malgré cela, c'est un personnage extrêmement populaire auprès de la population de Daein ; son surnom, "Chevelure d'Argent", est porteur d'espoir pour les opprimés et est acclamé partout où elle passe. Après la victoire éclatante de la Brigade de l'Aube sur les tyranniques forces d'occupation de Begnion, Pelleas, le tout nouveau roi de Daein, fait de Micaiah la générale en chef de ses armées. Plus tard, elle se retrouvera forcée de se battre contre l'Alliance Laguz qui réunit les armées de Gallia, Phoenicis et Kilvas. C'est finalement elle qui chante le galdr de la libération pour réveiller la déesse Yune, et devient son enveloppe charnelle. À la fin du jeu, elle devient la nouvelle reine de Daein, et se révèle être la sœur aînée de Sanaki et la véritable Apôtre de Begnion. En raison du sang laguz qui coule dans ses veines, elle possède la compétence unique Sacrifice, qui lui permet comme son nom l'indique, de sacrifier un peu de son énergie vitale pour guérir un allié.
Elle commence en tant que Mage Jour, puis est promue en Sage Jour à la fin de la partie 1 et en Prêtresse jour au début de l'Épilogue. Elle possède une Magie et une Résistance particulièrement élevées, ainsi qu'une Chance importante qui lui donne une certaine capacité d'esquive. En revanche, sa Défense est très basse et l'augmentation de sa Vitesse est extrêmement aléatoire. À sa promotion en Prêtresse Jour, elle gagne la technique Couronne, qui occasionne une attaque ne tenant pas compte de la Résistance de l'ennemi et réduisant de moitié la précision de son assaut suivant.
Elincia (エリンシア, Erinshia)
Elincia, princesse de Crimea dans Fire Emblem: Path of Radiance, est à présent reine de Crimea. Sa lutte contre les nobles qui contestent son autorité est l'objet de la partie 2, qui s'ouvre sur son combat pour sauver la princesse héron Leanne d'un escadron de chevaliers dragons de Begnion, et s'achève avec la bataille où elle se défend contre le duc Ludveck, instigateur d'une rébellion visant à la détrôner. Dans la partie 4, elle rejoint l'armée faucon commandée par Tibarn, après être restée neutre durant l'essentiel du conflit entre Begnion et l'Alliance Laguz. Si elle et Geoffrey ont un niveau A de soutien, ils se marient à la fin du jeu.
Elincia a, durant tout le jeu, la classe unique de Reine, qui est comme sa classe de l'opus précédent une cavalière pégase capable d'utiliser épées et bâtons. Elle est très polyvalente, du fait de sa grande mobilité, de ses statistiques équilibrées et de l'épée Amiti qui lui confère divers bonus, le tout lui permettant d'être aussi efficace en tant qu'attaquante qu'en tant que guérisseuse. Elle est dotée des techniques Impact (inflige le triple des dégâts normaux et paralyse l'ennemi pour un tour), Guérison (régénère 10 % des points de vie maximaux au début de chaque tour) et Clémence (à partir de la partie 3, laisse toujours un point de vie à l'ennemi en cas d'attaque fatale).
Ike (アイク, Aiku)
Ike est le personnage principal de Fire Emblem: Path of Radiance, et est vénéré par le peuple de Crimea comme le héros qui a protégé leur indépendance. Après avoir brillé par leur absence durant les deux premières parties du jeu, lui et les Mercenaires de Greil reviennent sur le devant de la scène lors de la partie 3, où ils se joignent à l'Alliance Laguz formée par Gallia, Phoenicis et Kilvas à la suite de l'exécution par Begnion d'un émissaire laguz. Lors de l’Épilogue, il parvient enfin à venger la mort de son père, Greil, en tuant en combat singulier l'assassin de ce dernier, le Chevalier Noir. Il est le porteur de la lame sacrée Ragnell.
En tant que Héros puis Rédempteur (il est promu au début de la partie 4), c'est une unité physique extrêmement puissante, possédant une solide Défense et une Force considérable, mais les attaques magiques restent son talon d'Achille. En tant que Rédempteur, il gagne la capacité d'utiliser des haches, ce qui le rapproche de la classe Héros telle qu'elle était présente dans d'autres Fire Emblem. Il retrouve également après cette promotion la technique Éther, déjà présente dans Path of Radiance, qui lui permet d'enchaîner en un assaut les attaques Solaire (régénère autant de points de vie que l'ennemi en a perdus) et Lunaire (attaque annulant la défense ennemie).

### Univers
Comme son prédécesseur, l'action de Fire Emblem: Radiant Dawn se déroule sur le continent de Tellius. Il est peuplé par deux populations distinctes : les Beorcs, semblables aux humains, et les Laguz, peuple mi-humain mi-animal capable de se transformer en bête (félin, oiseau, dragon ou loup selon leur origine) pour se défendre et disposant d'une plus longue espérance de vie. Malgré des tentatives de réconciliation, un fort racisme mutuel persiste toutefois chez un grand nombre d'individus. Il existe également une minorité de Marqués, des populations métisses ayant hérité d'une apparence beorc (si ce n'est pour la présence d'une marque) et de l'espérance de vie des Laguz. Ils sont incapables de se transformer et sont généralement rejetés par les autres groupes, bien qu'ils puissent parvenir à dissimuler leur identité en territoire beorc.
Le continent est partagé entre huit nations :
- Daein : Ancien vassal beorc de l'Empire de Begnion, le Royaume de Daein se distinguait autrefois par la qualité de ses forces armées. Toutefois, il fut vaincu au cours des évènements de Path of Radiance par l'Armée de Libération de Crimea menée par Ike. Ayant perdu son roi, Ashnard, au cours de la guerre, et sans héritier légitime, le royaume est finalement occupé par les troupes impériales de Begnion, alliées à Crimea. La population subit de plus en plus mal l'oppression des occupants et espère la libération rapide du pays. C'est dans ce contexte que la Brigade de l'Aube de Micaiah est formée, en vue de restaurer la souveraineté de Daein.
- Begnion : Cette puissante théocratie beorc est la plus vaste nation de Tellius ; elle est dirigée par l'Apôtre Sanaki Kirsch Altina, représentante et voix de la déesse protectrice Ashera. Fort de sa puissance militaire considérable, cet empire est gouverné par l'Apôtre même, secondée par le Sénat impérial. L'empire englobe la forêt sacrée de Serenes, anciennement reconnue comme royaume des Hérons avant leur massacre par les habitants de l'empire, à la suite d'une suspicion d'assassinat contre la grand-mère de l'actuelle Apôtre. Les dissensions entre l'Apôtre et le Sénat se font toutefois de plus en plus vives.
- Hatary : Un royaume désertique longtemps oublié, situé dans les confins les plus reculés de Tellius. De par sa longue isolation, le culture de cette nation est particulièrement singulière, puisque c'est le seul dans lequel des populations laguz, beorc et marquées coexistent pacifiquement. Les laguz loups semblent également endémiques à cette région. Le pays est dirigé par la reine laguz louve Nailah.
- Crimea : Autre ancien sujet de Begion, ce royaume beorc est reconnu pour ses savants ainsi que pour la bonne entente que la famille royale noue avec la nation laguz voisine de Gallia. Au cours des évènements de Path of Radiance, il fut envahi par Daein avant d'être libéré par l'armée menée par Ike et la princesse Elincia. Devenue reine, Elincia, sans véritable expérience politique, peine à imposer son autorité à l'ensemble de ses vassaux et doit faire face à une menace d'insurrection. Il s'agissait autrefois de la partie des mercenaires de Greil, bien que ces derniers n'aient plus été aperçus depuis la libération du pays.
- Gallia : Dirigée par le roi Caineghis, cette nation laguz est recouverte d'immenses forêts où vivent les bêtes que sont les tigres et les lions. Le pays est en bonnes relations avec Crimea, que de nombreux habitants de Gallia ont aidé à reconstruire après la précédente guerre. Membre de l'Alliance Laguz, les tensions avec Begnion se sont néanmoins renforcées et la guerre menace.
- Phœnicis : Cette nation insulaire est la patrie des laguz faucons, elle est dirigée par le puissant roi Tibarn. Modèle de force et de loyauté, celui-ci garde sous sa protection quelques survivants de la famille royale de Serenes et semble, en conséquence, vouer une animosité prononcée envers Begnion. Le pays est également membre de l'Alliance Laguz.
- Kilvas : Reconnus pour leur fourberie, leurs actes de pillage et leurs relations commerciales avec les beorcs, les laguz corbeaux ont pour repaire l'île de Kilvas, dirigée par le roi Naesala. Ce peuple reçoit souvent le surnom de "pirates du ciel". Bien que membres de l'Alliance Laguz, la réalité de leur engagement est incertaine.
- Goldoa : Patrie des laguz dragons, Goldoa ne reste pas moins un royaume des plus sibyllins. La stricte neutralité sur l'échiquier politique de Tellius prônée par son roi héroïque Deghinsea, l'enclavement géographique du pays par des chaînes de montagne et l'autarcie dans laquelle vivent les dragons font de Goldoa un territoire isolé et défendu à quelconque étranger. Sans surprise, le pays a refusé de rejoindre l'Alliance Laguz[1].

## Système de jeu
Le système de jeu suit la formule générale des épisodes précédents : dans des combats tactiques au tour par tour, le joueur déplace et fait agir ses unités sur une carte formant une grille de cases carrées afin d'accomplir l'objectif du chapitre et passer au suivant. Les unités peuvent acquérir de l'expérience et gagner en puissance, mais si elles sont vaincues, alors elles disparaissent pour le restant de la partie.
La principale particularité de gameplay de Radiant Dawn est liée à sa structure narrative : puisque le jeu suit une histoire linéaire du point de vue de multiples factions, le joueur doit régulièrement alterner entre différents groupes plutôt que de suivre uniquement la progression d'un seul, comme c'est d'ordinaire le cas dans la série. Certains personnages peuvent changer de camp au cours de la partie, et il est possible de cette manière d'échanger des objets ou des techniques entre les différentes armées. Cependant, ces options restent relativement limitées et le joueur devra se montrer capable de s'adapter aux différentes factions s'il souhaite triompher.
Fire Emblem: Radiant Dawn est rempli de nouveautés, dont voici quelques exemples :
- La Trinité de la magie n'est pas la même que celle de Path of Radiance, en effet la trinité introduite par les jeux sur Game Boy Advance (Magie de jour, magie de nuit et magie anima) fait son retour. Cependant, les magies anima sont toujours divisés en trois types : Feu, Vent et Foudre qui forment eux-mêmes une trinité.
- Les Laguz peuvent contre-attaquer sous leur forme humanoïde. Les dégâts sont du même principe que sous leur forme laguz mais ils ne peuvent attaquer sous cette forme.
- Le système de transformation des Laguz a également été revu : au lieu d'avoir lieu automatiquement quand la jauge correspondante est pleine, la mutation en animal d'un Laguz peut se faire à n'importe quel moment, pour peu que la jauge soit pleine. De même, un Laguz peut revenir à sa forme humaine à n'importe quel moment.
- La gestion des techniques diffère de celle de Path of Radiance : au lieu de disparaître définitivement quand elles sont retirées, les techniques d'un personnage sont transformées en parchemins qui peuvent alors être utilisés pour réassigner les techniques à d'autres unités, permettant donc une gestion plus souple. Par ailleurs, les techniques "ultimes" de classe (par exemple Solaire pour les Chevaliers Or et Argent, ou Stellaire pour les Escrimeurs) ne sont plus apprises par l'intermédiaire d'un parchemin Occulte, mais automatiquement lors de la promotion au troisième palier de classes. Il existe par ailleurs des techniques qui ne peuvent pas être retirées, notamment les techniques "Bousculer" pour les unités à pied et "Ranimer" pour les unités montées et les Laguz des peuples oiseaux.
- Les dialogues de soutien sont remplacés par une ou deux phrases courtes échangées durant le combat. Il est possible de créer un soutien entre n'importe quels personnages (un seul soutien par personnage), rendant le système beaucoup plus flexible et stratégiquement intéressant que dans les jeux précédents où les soutiens concernaient des duos prédéfinis mais donnent des dialogues génériques moins intéressants. Par ailleurs, aux soutiens classiques s'ajoutent les liens, qui sont prédéfinis (par exemple, entre des membres d'une même famille comme Ike et Mist ou des amis proches comme Micaiah et Sothe) et augmentent la probabilité qu'ont les deux unités concernées de porter un coup critique lorsqu'elles sont adjacentes l'une à l'autre.
- Les unités peuvent être promues deux fois. (Par exemple, un Archer devient Archer d'élite puis Maître-archer). La promotion reste automatique au niveau 21 de chaque classe, mais peut être avancée grâce à l'usage d'un Magister (pour passer du premier au deuxième palier de classes) ou d'une Promotion (pour passer du deuxième au troisième palier)
- La sauvegarde de Fire Emblem: Path of Radiance peut être reprise pour changer les statistiques des personnages de ce même Fire Emblem qui font leur retour ici. Si un personnage a atteint le niveau maximal (niveau 20 après la promotion) et a maximisé certaines de ses statistiques, il recevra des bonus dans ces mêmes statistiques à son recrutement dans Radiant Dawn (+ 5 aux points de vie, +2 aux autres statistiques). Les soutiens de niveau A qu'il a développés dans le jeu précédent sont également transférés sous forme de Liens, et peuvent donner lieu à des dialogues spéciaux au cours du jeu. Sothe est un cas particulier ; ses statistiques sont directement transférées de Path of Radiance à Radiant Dawn si dans le premier elles sont supérieures aux bases du second.
- Il est possible de sauvegarder son avancée à n'importe quel moment d'une bataille sans en interrompre le cours. Cependant, cette option n'est disponible qu'en difficulté facile et normale, et le mode difficile reprend le système de sauvegardes utilisés dans les opus précédents, où la sauvegarde faisait automatiquement revenir à l'écran-titre.
- Des pièces trouvables dans les chapitres peuvent être utilisées pour avoir un bonus aléatoire sur votre forge, basé sur un tirage de cartes. Les quelques pièces obtenues dans le précédent jeu peuvent être transférées dans celui-ci ; elles sont rajoutées au convoi des Mercenaires de Greil dans la partie 3.
- Le Chevalier Noir de Daein peut maintenant être blessé par n'importe quelle arme conventionnelle, à cause de l'écroulement de la salle où lui et Ike se sont affrontés, créant des failles dans sa protection. Et son lunaire est remplacé par Éclipse, la plus puissante des techniques créées pour cet opus, et de loin.

Plusieurs manettes sont utilisables pour jouer au jeu. La Wiimote tenue à l’horizontale, façon NES, permet de jouer. La manette GameCube et la manette classique de la console virtuelle sont de mise pour une jouabilité plus classique.

## Développement
Le développement de Radiant Dawn est prévu dès la création de son prédécesseur Path of Radiance. Ce dernier est en effet pensé dès l'origine pour non seulement être un jeu se satisfaisant à lui-même mais également pour planter le décor d'un large univers capable d'accueillir une suite. Pour cette raison, un certain nombre d'interrogations soulevées par cet épisode sont délibérément laissées en suspens en vue d'une réponse dans un second opus déjà prévu et qui deviendra Radiant Dawn.
Radiant Dawn a la lourde tâche de tenter de permettre à la série de rebondir après les résultats décevants de Path of Radiance en termes de ventes. Pour cette raison, Intelligent Systems espère profiter de la sortie de la Wii, qui cherche à attirer un public néophyte vers le jeu vidéo, comme d'un tremplin pour attirer de nouveaux joueurs ayant fait l'impasse sur la Gamecube. Toutefois, l'équipe de développement finit par abandonner tout projet d'intégrer les deux principales innovations de la console (le motion control et l'accès au Wi-Fi Nintendo) dans le gameplay du jeu.
Au cours du développement, il est décidé que la version japonaise inclura deux versions différentes du script narratif : un script simplifié pour le mode de difficulté normal, à destination d'un public plus jeune, et un script étendu pour les niveaux de difficulté supérieurs, à destination d'un public plus âgé. Cette décision essentiellement motivée par les particularités d'écriture de la langue japonaise ne sera pas conservée dans les versions occidentales, dont les équipes de localisation prendront la décision controversée de ne traduire que le script simplifié. À noter que les niveaux de difficulté, bien qu'identiques, ne portent pas le même nom entre les deux versions : ils sont intitulés « normal », « difficile » et « maniaque » dans la version japonaise mais respectivement « facile », « normal » et « avancé » dans les versions occidentales. Ceci a nettement contribué à la réputation particulièrement corsée du jeu, dans la mesure où de nombreux joueurs ont préféré jouer dans un mode de jeu nommé « normal » plutôt que « facile », quand bien même ce dernier leur aurait été plus adapté.
Il est intéressant de noter qu'il existe un certain nombre de similitudes en termes de trame scénaristique entre la duologie Path of Radiance / Radiant Dawn et le RPG tactique Berwick Saga sur Playstation 2, développé par Shouzou Kaga, l'un des pères de la série Fire Emblem et game designer des opus Gaiden à Thracia 776 avant son départ d'Intelligent Systems. Ceci peut suggérer que ces jeux soient en réalité tous deux partiellement inspirés du projet avorté sur Nintendo 64 Fire Emblem: Ankoku no Miko.

## Réception
Le jeu a globalement reçu un accueil positif. Il a un score moyen de 78 % sur l'agrégateur Metacritic. Les critiques s'accordent à dire qu'il s'agit d'un jeu très difficile, avec une jouabilité robuste, à l'image de son prédécesseur sur GameCube.
Le jeu a été noté 33/40 dans le magazine japonais Famitsu (8,8,8,9).
Game Informer donne au jeu un 7 et un 5,5 sur 10 en raison de sa difficulté. En effet, selon les critiques, elle est de nature à décourager les néophytes, ne permettant qu'aux fans acharnés d'arriver jusqu'à la fin. Le scénario a été aussi jugé d'une qualité inférieure à celui des épisodes précédents.
Nintendo Power donne un 9,5 sur 10. Scott Pelland, bien qu'il considère les missions comme "atrocement difficiles", trouve que c'est un bon point, qui force le joueur à utiliser toutes ses ressources pour obtenir la victoire. Il compare aussi le jeu à ses contemporains, la série Advance Wars, ou d'autres jeux plus anciens comme Final Fantasy Tactics ou Ogre Battle.
1UP.com accorde quant à lui un 9 sur 10. Le critique Michael Donohoe apprécie particulièrement l'ajout de la sauvegarde en plein combat, qui peut alléger les frustrations. Il trouve aussi le jeu en lui-même "complètement addictif", bien que la formule n'ait guère changé par rapport aux précédent opus. Cependant, il est un peu déçu par les graphismes, le nouveau système de soutiens et les unités Laguz, qui "restent peu pratiques à utiliser".
Mark Bozon d'IGN a donné un 8 sur 10 au jeu. Même si sa critique est globalement favorable, il déplore la forte ressemblance de ce jeu avec son prédécesseur sur GameCube, les graphismes peu poussés et l'absence d'éléments spécifiques à la Wii. Il donne cependant au jeu le crédit d'être "une grande expérience tactique", assurant "au moins 50 heures de jeu intense".
GameSpy a donné à ce jeu un 4,5 sur 5 et le prix du Choix de l'Éditeur. Les points les plus appréciés sont le gameplay et le scénario, et les graphismes "plaisants" ont une mention honorable.
Du côté français, Jeuxvideo.com donne au jeu un 16/20. En dépit de "son manque d'audace et d'originalité", le jeu est considéré comme une suite de grande qualité à Path of Radiance. La grande durée de vie du jeu est particulièrement appréciée.
Gamekult est moins enthousiaste, donnant tout de même un 7. La difficulté décourageante et l'absence d'innovations radicales sont citées comme des points faibles, mais le site reconnaît là encore le haut potentiel du jeu en termes de durée de vie.

Les ventes du jeu sont estimées à environ 490 000 unités à travers le monde par le site VG Chartz.

## Postérité
Fire Emblem: Awakening fait référence à Radiant Dawn, dans la mesure où de nombreux personnages du jeu y sont recrutables par le biais des fonctionnalités Spotpass. On peut par ailleurs y noter l'apparition du personnage Priam, descendant de Ike.
Ike et Micaiah, les protagonistes principaux, font partie des personnages auxquels il est possible de faire appel grâce aux Emblèmes dans Fire Emblem Engage. Ike peut par ailleurs être recruté par DLC dans Fire Emblem Fates ou invoqué à l'aide de l'amiibo à son effigie dans Fire Emblem Echoes: Shadows of Valentia.
De nombreux personnages du jeu ont fait une ou plusieurs apparitions dans le jeu mobile Fire Emblem Heroes, ainsi que dans le jeu de cartes dérivé Fire Emblem 0 (Cipher).
Ike est également l'un des combattants de la série Super Smash Bros. depuis son épisode Brawl. Le Chevalier Noir y apparaît aussi en tant que trophée-aide depuis l'opus Ultimate. Enfin, un certain nombre d'autocollants, esprits et musiques de Radiant Dawn ont fait leur apparition dans la série.